# Gradska nogometna liga NP Osijek 1. razred 1958./59.
Podsavezna nogometna liga NP Osijek se od sezone 1954./55. je bila podjeljena u dvije skupine: pokrajinsku i gradsku ligu. Posljednjeplasirani klubovi su bili relegirani u gradsku ligu 2. razred. Prvak Podsaveza je dobiven dvomečom između prvaka podsavezne grupe i gradske lige, te je prvak podsaveza izborio ulazak u viši rang (Slavonsku nogometnu zonu)

## Tablica
| Mj. | Klub                  | Sus. | Pobj. | Ner. | Por. | GR.   | Bod. |
| --- | --------------------- | ---- | ----- | ---- | ---- | ----- | ---- |
| 1.  | NK Elektra Osijek     | 16   | 14    | 1    | 1    | 74:23 | 29   |
| 2.  | NK Željezničar Osijek | 16   | 10    | 1    | 5    | 44:27 | 21   |
| 3.  | NK Slavonija Osijek   | 16   | 9     | 1    | 6    | 41:26 | 19   |
| 4.  | NK LIO Osijek         | 16   | 8     | 2    | 6    | 41:21 | 18   |
| 5.  | NK Drvodjelac Osijek  | 16   | 8     | 0    | 8    | 37:42 | 16   |
| 6.  | NK Olimpija Osijek    | 16   | 6     | 2    | 8    | 26:30 | 14   |
| 7.  | NK Radnički Osijek    | 16   | 4     | 1    | 11   | 23:46 | 9    |
| 8.  | TANK Tenja            | 16   | 4     | 1    | 11   | 33:59 | 9    |
| 9.  | NK Trgovački Osijek   | 16   | 4     | 1    | 11   | 20:65 | 9    |

## Turnir za prvaka podsaveza
NK Jedinstvo Čepin - NK Elektra Osijek :
NK Elektra Osijek - NK Jedinstvo Čepin :
Prvak Osječkog podsaveza je postala NK Elektra Osijek.